# Supe perder
Supe Perder es el primer álbum del grupo mexicano Los Caminantes, lanzado en 1983 por medio de Luna Records y por medio de Discos Musart. Contiene la canción "Supe Perder." La canciones "Supe Perder" y "Hace Un Año" fueron lanzados en un disco de sencillo probablemente durante la producción del álbum "Supe Perder" en 1982 por Discos Luna. En ese sencillo cargaban el nombre "Los Caminantes Aztecas" antes de cambiarse solamente a, "Los Caminantes".

## Lista de canciones
| #  | Canción                   | Duración | Compositores          |
| -- | ------------------------- | -------- | --------------------- |
| 01 | "Supe Perder"             | 3:01     | Brígido Ramírez       |
| 02 | "Entrega Total"           | 2:51     | Abelardo Pulido       |
| 03 | "Dime Si Me Quieres"      | 3:14     | Horacio Ramírez       |
| 04 | "Palomita Mensajera"      | 3:07     | Agustín Ramírez       |
| 05 | "Hace Un Año"             | 2:48     | Felipe Valdéz Leal    |
| 06 | "Para Qué Quieres Volver" | 2:51     | Agustín Ramírez       |
| 07 | "La Pajarera"             | 3:11     | Tomás Ponce           |
| 08 | "Cobardemente"            | 2:33     | Hermanos Martínez Gil |
| 09 | "Vuela Paloma"            | 3:15     | Gozina y Cherubine    |
| 10 | "Regresaré"               | 3:02     | Agustín Ramírez       |